# Syncomistes
Syncomistes is een geslacht van straalvinnige vissen uit de familie van de tijgerbaarzen (Terapontidae).

## Soorten
- Syncomistes butleri (Vari, 1978)
- Syncomistes kimberleyensis (Vari, 1978)
- Syncomistes rastellus (Vari & Hutchins, 1978)
- Syncomistes trigonicus (Vari, 1978)